# رفيق سكن (فلم)
Roommate (ルームメイト Rūmumeito) هو فيلم رعب نفسي ياباني من إنتاج عام 2013 ومن إخراج تاكيشي فوروساوا ويستند إلى رواية روميتو من تأليف آيا إمامورا.

## طاقم التمثيل
- كيكو كيتاجاوا بدور هارومي هاجيو
- كيوكو فوكادا بدور ريكو نيشيمورا
- كينجو كورا بدور كينسوكي كودو
- هيرويوكي إنوي
- شيهيرو أوتسوكا
- ماريكو تسوتسوي
- يوكيجيرو هوتارو
- توموروو تاغوشي
- ريكو يوشيدا في دور الشاب هارومي

## روابط خارجية
مقالات تستعمل روابط فنية بلا صلة مع ويكي بيانات